# 마시모 모라티
마시모 모라티(이탈리아어: Massimo Moratti, 1945년 5월 16일 ~ )는 이탈리아의 석유 회사인 사라스의 회장이자 이탈리아 세리에 A의 FC 인테르나치오날레 밀라노의 전 회장이다.

## 일생과 경력
마시모 모라티는 이탈리아 베로나현에서 가까운 베네토주 보스코키에사누오바에서 안젤로 모라티의 넷째 아들로 태어났다. 그의 아버지 역시 FC 인테르나치오날레 밀라노의 황금시대였던 1955년과 1968년에 인테르나치오날레의 회장으로 재임하였다. 그의 형의 아내인 레티치아 모라티는 2006년부터 2011년까지 밀라노의 시장이었다.
그의 아버지가 죽은 이후에 그는 석유 정제 회사인 사라스를 물려받았다. 그리고 마시모 모라티는 칼리아리에 위치한 남은 석유로 전기를 만드는 사를럭스의 사장이기도 하다.
그는 환경 운동가인 에밀리아 보시와 결혼하였으며, 다섯 명의 아이를 낳았다. 2009년 9월 10일에 미국 친선 대사로 임명된 것이 사우로 고시에 의해 알려졌다.

## 인테르나치오날레에서의 역할
마시모 모라티는 에르네스토 페예그리니에게서 1995년 FC 인테르나치오날레 밀라노를 인수하였다. 그가 엄청난 돈을 퍼부었음에도 불구하고 인테르나치오날레가 스쿠데토를 따내는 것은 매우 힘든 일로 보였다. 그러나 2006년 축구 스캔들 이후에 5시즌(2005-06, 2006-07, 2007-08, 2008-09, 세리에 A 2009-10) 연속으로 스쿠데토를 따내었다. 그리고 또한 재임기간 동안 3번의 코파 이탈리아 우승(2005, 2006. 2010), 3번의 수페르코파 이탈리아나 우승(2005년, 2006년, 2008년)을 따내었다.
특히 그의 아버지가 구단주로 있던 1965년 이후 45년 만에 UEFA 챔피언스리그 우승을 차지하였으며, 이 우승으로 이탈리아 클럽 최초로 트레블을 이루었다.
마시모 모라티는 첼시 FC의 로만 아브라모비치 다음으로 돈을 많이 쓴 구단주이다. 그의 재임 기간 동안 하비에르 사네티, 호나우두, 로베르토 바조, 크리스티안 비에리, 에르난 크레스포, 후안 세바스티안 베론, 에스테반 캄비아소, 마이콩, 루이스 피구, 즐라탄 이브라히모비치, 파트리크 비에라, 사뮈엘 에토, 베슬러이 스네이더르 등이 뛰었었다.
2013년 11월 15일, 모라티는 자신이 가지고 있던 인테르의 지분 70%를 인도네시아의 재벌 에릭 토히르에게 넘기면서 회장직에서 물러나고 명예 구단주가 되었다.
그리고 2014년 10월 23일, 명예 회장직에서도 물러나면서 인테르와의 20년 간의 관계를 마무리했다.

## 같이 보기
- FC 인테르나치오날레 밀라노